# ليزا أونغر
ليزا أونغر (بالإنجليزية: Lisa Unger)‏ (26 أبريل 1970، نيو هيفن في الولايات المتحدة)؛ كاتِبة وروائية أمريكية.